# ヤシマナシヨナル
ヤシマナシヨナルは、日本の競走馬。1969年の第15回東京大賞典の優勝馬であり、戦後サラブレッド競馬の最負担重量勝利記録保持馬（76キログラム）で、昭和40年代の地方競馬を代表する名馬の一頭である。

## 生涯
馬齢は旧表記を用いる。
当初は中央競馬の中山競馬場の大久保房松厩舎に入厩、大久保の弟子である郷原洋行を鞍上に1967年のクラシック路線を目指した。しかし、結果的には晩成型であったためか当初は芽が出ず、この年は混戦と言われたクラシック戦線であったが弥生賞に出走した程度で、その後は中距離路線の競走馬として明けて1968年、5歳の春先まで走り続けて通算4勝を上げた。だが中央競馬のオープン級の芝の競走では荷が重いと判断されたか、地方競馬の馬主に売却され、ダート競走のみの大井競馬場に戦場を移すことになる。
大井競馬場では転厩して4戦目に重賞の大井記念を制したものの、その後は重賞路線では勝ちきれない競馬が続く。ただし、基本は中距離路線に置いていたものの、その年の暮れの大一番、当時はダート3000mの長丁場であった東京大賞典では3着入着するなど、その素質の片鱗は見せていた。
その晩成の素質が開花したのは翌1969年、6歳の秋である。ダート1800mのオープン特別を勝つと、その後はダート1200mの東京盃、ダート2400mの東京オリンピック記念を制し、暮れには東京大賞典を制覇した。その一方で、それ以前も好走を続けていたことから、ハンデ戦では負担重量が重くなってきており、東京オリンピック記念では62kgのハンデを跳ね返しての制覇であった。この活躍により、同年の公営日本一・公営日本一最良の荘馬を受賞している。
1970年も大井競馬場で現役を続行するが、当時の南関東地区の古馬重賞はほとんどがハンデキャップ競走であり、南関東で最も格の高い競走である東京大賞典を制した事から大概の競走ではさらに大きな負担重量を背負わされ、最大の敵は負担重量という状態になっていく。金盃では65kg、大井記念では67kgを背負っているが勝利は難しく、この年に大井で上げた2勝はいずれも負担重量の少ないレースで上げたものであった。
翌1971年、8歳になったが新春盃でも68kgを背負うなど相変わらず負担重量が厳しいため、ヤシマナシヨナルへの負担を減らすべく、陣営は他の競馬場への一時的な転厩という形で遠征を試みる（当時は元中央所属馬の中央競馬への再転入はできなかった）。そしてヤシマナシヨナルは宇都宮競馬場に新たな活路を求めることになった。
ところが、宇都宮競馬場で出走登録をしたところ、それまでの獲得総賞金額が宇都宮で出走するには大きすぎたために2月10日の初戦では74kgを背負うことになってしまう。相手関係のレベル差もありこの競走は勝利したが、次の3月10日の幸の湖特別では遂に76kgというハンデキャップになってしまった。しかし、ヤシマナシヨナルはこの競走でコースレコードで勝利。チャイナロック産駒の最大の特徴であり武器である驚異的なパワーとタフさを見せつけることとなった。この76kgという斤量は、戦後サラブレッド競馬の優勝馬が背負った負担重量としては最も重いものである。
しかし、これは厳しすぎるということで、関係者の意向もあり宇都宮ではこの2戦限りで大井に戦場を戻す。その後、この年の大井では6戦2勝という戦績であったが、その内1勝はやはり69kgを背負ってのものであり、負担重量ゆえに出走できる競走が限られる状況は変わりなかった。当時の東京大賞典については、勝ち抜け制であったことから優勝経験のあるヤシマナシヨナルには出走権がなかった。
翌1972年、9歳になったヤシマナシヨナルは高知競馬場に戦場を移す。これは当時の高知県ではサラブレッドの馬産が小規模ながらも行われていたことから、ヤシマナシヨナルに高知県内での種牡馬入りの計画が持ち上がりトレードされたためで、まずはその実現のために高知の畜産関係者にその強さを見せる事が目的であった。なお当時の高知競馬場は現在の長浜宮田地区ではなく桟橋通にあった。
高知競馬での戦績は不明な点もあるが、記録に残る限りでは翌1973年1月までに9戦9勝をあげている。その多くが70kg前後の斤量を背負ってのものであったとされる。そして、1973年の春には引退し種牡馬入りする予定であった。
しかし、明けて10歳となった1973年の1月27日、高知競馬場の厩舎区画において火災が発生。折からの強風にも煽られ、たちまちに3厩舎6棟を焼き尽くした。この火災では避難できなかった14頭の競走馬が焼死するという惨事になったが、その14頭の中にヤシマナシヨナルが含まれていた。

## 競走成績
通算63戦28勝（中央競馬23戦4勝、地方競馬60戦24勝）

### 主な勝ち鞍
- 東京大賞典
- 東京盃
- 東京オリンピック記念
- 幸の湖特別（宇都宮）
- 組合設立記念（高知）

## 血統表
| ヤシマナシヨナルの血統                    | ヤシマナシヨナルの血統                                                          | ヤシマナシヨナルの血統                                                          | （血統表の出典）                                                                | （血統表の出典） |
| 父系                                      | ハイペリオン系                                                                  | ハイペリオン系                                                                  | ハイペリオン系                                                                  | [ § 2 ]          |
| 父 *チャイナロック China Rock 1953 栃栗毛 | 父の父Rockefella 1941 黒鹿毛                                                    | Hyperion                                                                        | Gainsborough                                                                    | Gainsborough     |
| 父 *チャイナロック China Rock 1953 栃栗毛 | 父の父Rockefella 1941 黒鹿毛                                                    | Hyperion                                                                        | Selene                                                                          |                  |
| 父 *チャイナロック China Rock 1953 栃栗毛 | 父の父Rockefella 1941 黒鹿毛                                                    | Rockfel                                                                         | Felstead                                                                        | Felstead         |
| 父 *チャイナロック China Rock 1953 栃栗毛 | 父の父Rockefella 1941 黒鹿毛                                                    | Rockfel                                                                         | Rockliffe                                                                       |                  |
| 父 *チャイナロック China Rock 1953 栃栗毛 | 父の母May Wong 1934 栗毛                                                        | Rustom Pasha                                                                    | Son-in-Law                                                                      | Son-in-Law       |
| 父 *チャイナロック China Rock 1953 栃栗毛 | 父の母May Wong 1934 栗毛                                                        | Rustom Pasha                                                                    | Cos                                                                             |                  |
| 父 *チャイナロック China Rock 1953 栃栗毛 | 父の母May Wong 1934 栗毛                                                        | Wezzan                                                                          | Friar Marcus                                                                    | Friar Marcus     |
| 父 *チャイナロック China Rock 1953 栃栗毛 | 父の母May Wong 1934 栗毛                                                        | Wezzan                                                                          | Woodsprite                                                                      |                  |
| 母 スモールドオター 1955 鹿毛             | 母の父タカクラヤマ 1947 鹿毛                                                    | *セフト Theft                                                                   | Tetratema                                                                       | Tetratema        |
| 母 スモールドオター 1955 鹿毛             | 母の父タカクラヤマ 1947 鹿毛                                                    | *セフト Theft                                                                   | Voleuse                                                                         |                  |
| 母 スモールドオター 1955 鹿毛             | 母の父タカクラヤマ 1947 鹿毛                                                    | 峰城                                                                            | *トウルヌソル                                                                   | *トウルヌソル    |
| 母 スモールドオター 1955 鹿毛             | 母の父タカクラヤマ 1947 鹿毛                                                    | 峰城                                                                            | 月城                                                                            |                  |
| 母 スモールドオター 1955 鹿毛             | 母の母ミスパンシー 1946 鹿毛                                                    | クモハタ                                                                        | *トウルヌソル                                                                   | *トウルヌソル    |
| 母 スモールドオター 1955 鹿毛             | 母の母ミスパンシー 1946 鹿毛                                                    | クモハタ                                                                        | *星旗                                                                           |                  |
| 母 スモールドオター 1955 鹿毛             | 母の母ミスパンシー 1946 鹿毛                                                    | 第弐フリツパンシー                                                              | *シアンモア                                                                     | *シアンモア      |
| 母 スモールドオター 1955 鹿毛             | 母の母ミスパンシー 1946 鹿毛                                                    | 第弐フリツパンシー                                                              | *フリツパンシー                                                                 |                  |
| 母系(F-No.)                               | 22号族(FN:22-b)                                                                 | 22号族(FN:22-b)                                                                 | 22号族(FN:22-b)                                                                 | [ § 3 ]          |
| 5代内の近親交配                           | Gainsborough4×5・5=12.50%、トウルヌソル4×4=12.50% (母内) 、星旗5×4=9.38% (母内) | Gainsborough4×5・5=12.50%、トウルヌソル4×4=12.50% (母内) 、星旗5×4=9.38% (母内) | Gainsborough4×5・5=12.50%、トウルヌソル4×4=12.50% (母内) 、星旗5×4=9.38% (母内) | [ § 4 ]          |
| 出典                                      | 1. 2. 3. 4.                                                                     | 1. 2. 3. 4.                                                                     | 1. 2. 3. 4.                                                                     | 1. 2. 3. 4.      |

全妹ヨシカネの仔に中山記念、ダービー卿チャレンジトロフィーを制し、種牡馬としてドージマムテキを送り出したテュデナムキングがいる。